# Đ

الحرف Đ (الكبير) وđ (الصغير)

الحرف Đ (أو đ) هو أحد الحروف الإضافية في الأبجدية اللاتينية. يستخدم في اللغة الفيتنامية، والشتوكافية، واللغات السلافية الجنوبية الغربية (البوسنية، والكرواتية، والصربية، والصربية الكرواتية)، ولغات أخرى.
في اللغة الفيتنامية، يلفظ الحرف Đ مثل D في اللغة الإنجليزية أو حرف الدال؛ لأن الحرف D في اللغة الفيتنامية يلفظ «ز» أو «ي». Đ هو الحرف السادس في اللغتين الصربية والكرواتية (الأبجدية اللاتينية). الترميز لهذا الحرف هو "U+0110" و"U+0111".